# علی خاکی صدیق
علی خاکی صدیق (متولد ۱۳۴۱) استاد گروه کنترل دانشکده برق دانشگاه صنعتی خواجه نصیرالدین طوسی است. او همچنین ریاست مرکز هیات‌های امناء و هیات‌های ممیزه وزارت علوم ایران را بر عهده دارد.
او در دولت روحانی معاون آموزشی وزارت علوم، تحقیقات و فناوری بود و پیش‌تر ریاست دانشگاه صنعتی خواجه نصیرالدین طوسی را بر عهده داشت.

## سوابق علمی
او در اسفند ۱۳۹۱ به عنوان «استاد برجسته مهندسی ایران» در اولین دورهٔ معرفی این عنوان توسط فرهنگستان علوم دست یافته‌است.
مرتبهٔ علمی او استاد تمام است و دروس کنترل مدرن برای دورهٔ کارشناسی و درس‌های کنترل سیستم‌های چندمتغیره و کنترل تطبیقی را در دانشگاه‌های صنعتی خواجه نصیرالدین طوسی، تهران و همچنین چند دانشگاه دیگر در شهر تهران تدریس می‌کند.
علی خاکی صدیق عضو کمیته‌های برگزار کنندهٔ کنفرانس‌های برق، ماشین بینائی و پردازش تصویر و هیئت تحریریهٔ چندین مجلهٔ مهندسی است. دیگر مسئولیت او طراحی سوالات کنکورهای کارشناسی ارشد و دکتری از سال ۱۳۶۹ می‌باشد.
زمینه‌های اصلی تحقیقاتی او سیستم‌های کنترل چند متغیره مقاوم و تطبیقی و کاربرد سیستم‌های کنترل است که توسط او تاکنون بیش از ۷۰ مقاله در مجلات و ۱۳۰ مقاله در کنفرانس‌های علمی ارائه شده‌است. علی خاکی صدیق از سال ۱۳۸۲ الی ۱۳۸۶ نیز ریاست دانشگاه صنعتی خواجه نصیرالدین طوسی را دارا بوده‌است. وی همچنین از تاریخ ۱۴ آبان ۱۳۹۲ ریاست دانشگاه صنعتی خواجه نصیرالدین طوسی را برای بار دوم بر عهده گرفت. 

## تحصیلات دانشگاهی
- لیسانس ریاضی از دانشگاه نیوکاسل، انگلستان ۱۹۸۳
- فوق لیسانس سیستم‌های کنترل از دانشگاه منچستر، انگلستان ۱۹۸۵
- دکترای سیستم‌های کنترل از دانشگاه سالفورد، انگلستان ۱۹۸۸

## دولت تدبیر و امید
یکی از مهم‌ترین اتفاقاتی که در اولین روزهای شروع ریاست جمهوری حسن روحانی رخ داد، تغییر روسای دانشگاه‌ها به درخواست دانشجویان آن دانشگاه‌ها بود.
پس از شروع تصدی دکتر رضا فرجی‌دانا بر وزارت علوم، تحقیقات و فناوری، نامه‌ای به امضای یک هزار و یکصد فعال فرهنگی، علمی و دانشجویی به وزارت علوم ارسال شد تا علی خاکی صدیق عهده‌دار ریاست دانشگاه صنعتی خواجه نصیرالدین طوسی شود که به موجب آن علی خاکی صدیق اولین رئیس دانشگاهی بود که در دوران وزارت دکتر فرجی‌دانا به ریاست رسید. وی پیشتر هم از سال 1382 تا 1386 رئیس دانشگاه صنعتی خواجه نصیر الدین طوسی بود.

## کاندیدای وزارت علوم دولت دوازدهم
به گزارش خبرنگار مهر، محمد فرهادی صبح هفدهم مرداد ۱۳۹۶ در حاشیه افتتاح ساختمان دبیرخانه شورای عالی عتف در جمع خبرنگاران در پاسخ به سؤال خبرنگار مهر مبنی بر اینکه معرفی دکتر خاکی صدیق را به عنوان وزیر پیشنهادی در دولت آینده تأیید می‌کنید یا خیر، گفت: این موضوع را تأیید می‌کنم و وی برای تصدی این وزارتخانه انتخاب شده‌است.

## تألیفات
علی خاکی صدیق مؤلف کتاب‌های پایه‌ای زیر در مهندسی کنترل می‌باشد:
- سیستم‌های کنترل خطی
- تحلیل و طراحی سیستم‌های کنترل چندمتغیره[۱۱]
- اصول کنترل مدرن
- کنترل دیجیتال
- تاریخچه مهندسی کنترل
- ترجمه کتاب ریاضیات مهندسی پیشرفته (مایکل د. گرینبرگ)
- اخلاق مهندسی

## جوایز
- جایزهٔ کتاب سال دانشگاه‌ها ۱۳۷۳–۱۳۷۴ برای کتاب سیستم‌های کنترل دیجیتال
- پژوهشگر نمونهٔ دانشگاه صنعتی خواجه نصیرالدین طوسی ۱۳۷۳–۱۳۷۴
- پژوهشگر نمونهٔ دانشگاه صنعتی خواجه نصیرالدین طوسی ۱۳۷۴–۱۳۷۵
- استاد نمونهٔ وزارت علوم، تحقیقات و فناوری ۱۳۷۷–۱۳۷۸
- جایزهٔ دومین کتاب برتر سال ۱۳۷۹ در مهندسی برق برای کتاب تحلیل و طراحی سیستم‌های کنترل چندمتغیره
- شایستهٔ تقدیر نوزدهمین دوره کتاب فصل سال ۱۳۹۰ در مهندسی برق برای کتاب اصول کنترل مدرن[۱۲]
- منتخب شده به عنوان اولین استاد برجسته مهندسی ایران در سال ۱۳۹۱ از سوی فرهنگستان علوم[۳]